# سکو کونده (بازیکن فوتبال، زاده ۱۹۴۳)
سکو کونده (انگلیسی: Sékou Condé؛ زادهٔ ۱۹۴۳) بازیکن فوتبال اهل گینه است.
وی همچنین در تیم ملی فوتبال گینه بازی کرده است.